# UFC 53
UFC 53: Heavy Hitters foi um evento de artes marciais mistas promovido pelo Ultimate Fighting Championship, ocorrido em 4 de junho de 2005 no Boardwalk Hall em Atlantic City, New Jersey. O evento foi transmitido ao vivo no pay-per-view para os Estados Unidos, e depois vendido para DVD.

## Resultados
Nota 1 Pelo Cinturão Peso-Pesado Interino do UFC.

Nota 2 Pelo Cinturão Peso-Médio do UFC.